# 兎味ペロリナ
兎味 ペロリナ（うさみ ペロリナ）は、日本のマルチタレント。声優、歌手、イラストレーター、MC、女優、ゲーム実況など多方面で活動。埼玉県あたりの地獄出身。

## 略歴
現役JK（地獄警備員）を自称するマルチタレント。
数年前まではタレントを目指す人間として生活していたが、突如5万年間眠っていた悪の魂が呼び起こされ悪魔として生まれ変わることになる。
メディアを通じ、現在もさまざまなジャンルで悪の布教を行っている。
過去2005年にタレント養成所の劇団に所属後、いくつかの芸能プロダクション移籍を経て2019年に会社を設立、現在は自らプロデュースを行う。
2022年2月19日、パチスロ演者でYouTuberの寺井一択との結婚を発表。

## 出演

### ゲーム
- シミュレーションRPGLord of Knights（iOS・Android端末向けアプリ)  -闇属性カード兎味ペロリナ（カードキャラクター）
- メイキング系MMORPGCrystal Crest
- しりこん☆まじっく - エンディング曲「Love あいして」
- MIRRORS CROSSING
- Soul Reverse Zero
- ドール型ロボット改造シミュレーション 真空管ドールズ（iOS・Android端末向けアプリ)  -フェルミ役[2]

### パチンコ・スロット
- パチスロ真モグモグ風林火山2 -モグ姫声優
- パチスロダイナマイトキング極 -楽曲
- P貞子vs伽椰子 頂上決戦 -声優
- 麻雀格闘倶楽部 真 -挿入歌 沈まない月のように
- Sうしおととら 雷槍一閃 -アンバサダー
- スロドル（2023年3月、コナミアミューズメント）[3]

### テレビ
- 真王伝説（2019年8月  、テレビ埼玉）
- パチFUN!（2020年  、サンテレビ）
- 相席食堂（2020年4月28日、ABC） -ゲスト出演
- ガチくじ！CM（2021年9月、テレビ東京）

### ウェブ
- みんなのパチンコフェス2023（2023年11月4日、日本遊技機工業組合／KIBUN PACHI-PACHI委員会）[4]

### 雑誌
- 声優グランプリ -（2017年9月号)
- ザ・テレビジョン -（2017年8月号)
- ホビージャパン -（2021年5月号)
- NEW DARTS LIFE -（2021年Vol.8)

## ディスコグラフィー

### CD
- しりこん☆まじっく SOUND COLLECTION 誰にもトメラレNight 収録 Love あいして -(歌)[5]

### OVA
- Tentacle and Witchesエンディング曲Puwapu☆Witches -(歌/作詞)[6]